# Martin Odersky
Martin Odersky (ur. 5 września 1958) – niemiecki informatyk i wykładowca akademicki, profesor metod programowania na Politechnice Federalnej w Lozannie. Specjalizuje się w analizie kodu i językach programowania. Stworzył język programowania Scala oraz był jednym z projektantów typów generycznych w Javie. W 2004 roku był współorganizatorem European Conference on Object-Oriented Programming. W 2007 roku został członkiem Association for Computing Machinery.